# Eduard Kojnok
Eduard Kojnok (ur. 14 sierpnia 1933 w Veľkej Suchej, zm. 27 października 2011 w Rożniawie) – słowacki duchowny katolicki, biskup rożnawski w latach 1990-2008.

## Życiorys
Eduard Kojnok urodził się 14 sierpnia 1933 roku w Veľkej Suchej (obecnie część wsi Hrnčiarska Ves). W 1952 roku ukończył szkołę średnią w Łuczeńcu, następnie studiował na Cyrylo-Metodiańskim Wydziale Teologii Rzymskokatolickiej Uniwersytetu Komeńskiego w Bratysławie. Święcenia kapłańskie przyjął w Bratysławie 24 czerwca 1956 roku. W latach 1956–1958 odbył zasadniczą służbę wojskową. Pracował jako kapłan w kilku wioskach: Breznička (1956), Smolník (1958–1960 i 1964–1967), Veľká nad Ipľom (1960–1961) i Hodejov (1961–1964). Od 1964 roku był proboszczem w Smolníku. W 1967 roku został mianowany kapelanem seminarium duchownego św. Cyryla i Metodego w Bratysławie. Od 1968 do 1970 roku pracował ponownie jako kapłan w parafiach Hnúšťa, Łuczeniec i w latach 1970–1977 w parafii Jaklovce. W latach 1977–1982 był administratorem parafii Dolná Strehová, a od 1982 roku parafii Gemerská Poloma.
W dniu 14 lutego 1990 roku papież Jan Paweł II mianował go biskupem rożnawskim. Eduard Kojnok był pierwszym biskupem rożnawskim od 1945 roku, kiedy zmarł biskup Michal Bubnič (Róbert Pobožný zarządzał diecezją jedynie jako administrator apostolski). Sakrę biskupią Eduard Kojnok otrzymał z rąk kardynała Jozefa Tomka 18 marca 1990 roku. Współkonsekratorami byli arcybiskup trnavski Ján Sokol i biskup Nitry Ján Chryzostom Korec.
W dniu 27 grudnia 2008 roku Eduard Kojnok przeszedł na emeryturę.
Eduard Kojnok zmarł 27 października 2011 roku. Został pochowany we wsi Hrnčiarska Ves.